# Jeanette Epps
Jeanette Jo Epps (Syracuse, 3 november 1970) is een Amerikaans ruimtevaarder. Zij werd in 2009 door NASA geselecteerd om te trainen als astronaut. 
Epps maakt deel uit van NASA Astronautengroep 20. Deze groep van 14 astronauten begon hun training in augustus 2009 en werden op 4 november 2011 astronaut.
Haar eerste ruimtevlucht zou Sojoez MS-09 zijn geweest in juni 2018. Ze werd echter vervangen door haar reservebemanningslid Serena Auñón. In 2022 stond ze ingepland voor SpaceX Crew-5. NASA haalde haar op 15 juli van de vlucht nadat er een overeenkomst met Roskosmos was bereikt over het uitwisselen van Sojoez- en Commercial Crew-stoelen. Anna Kikina nam die vierde stoel van Crew-5 in. 
In augustus 2023 werd ze geselecteerd voor SpaceX Crew-8.